# Helmut Jahn (Architekt)

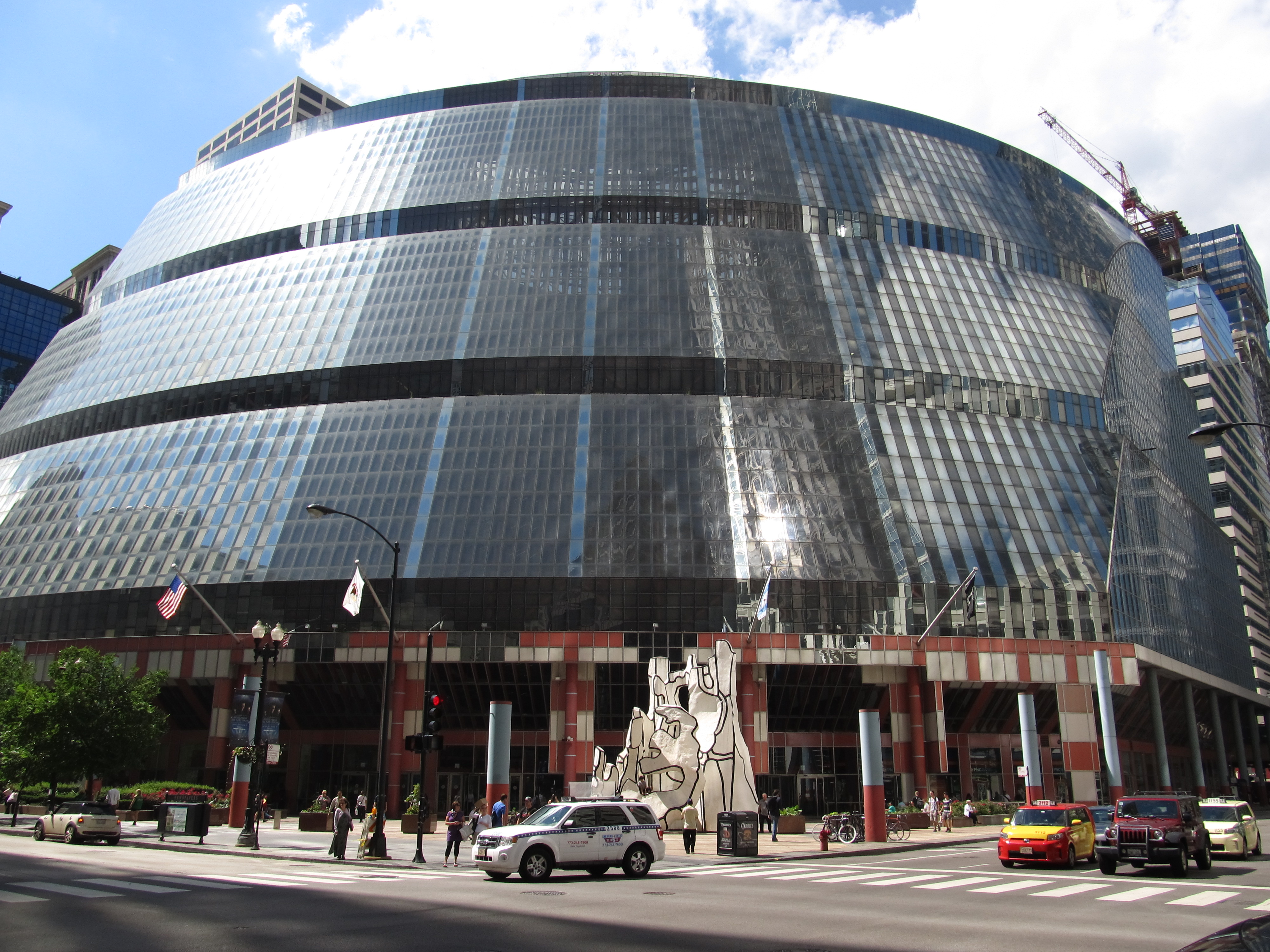
James R. Thompson Center (State of Illinois Center), Chicago

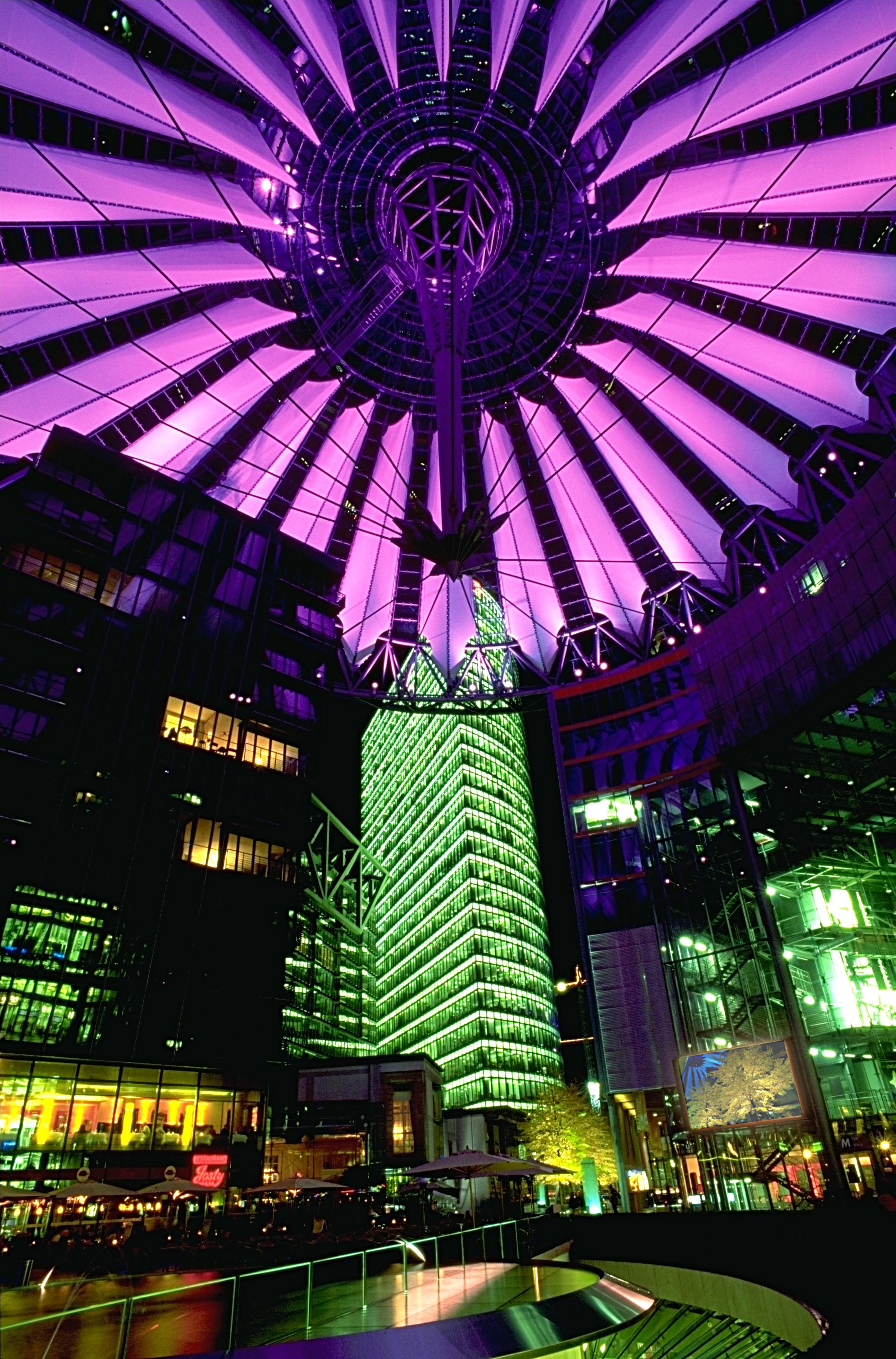
Sony Center, Berlin

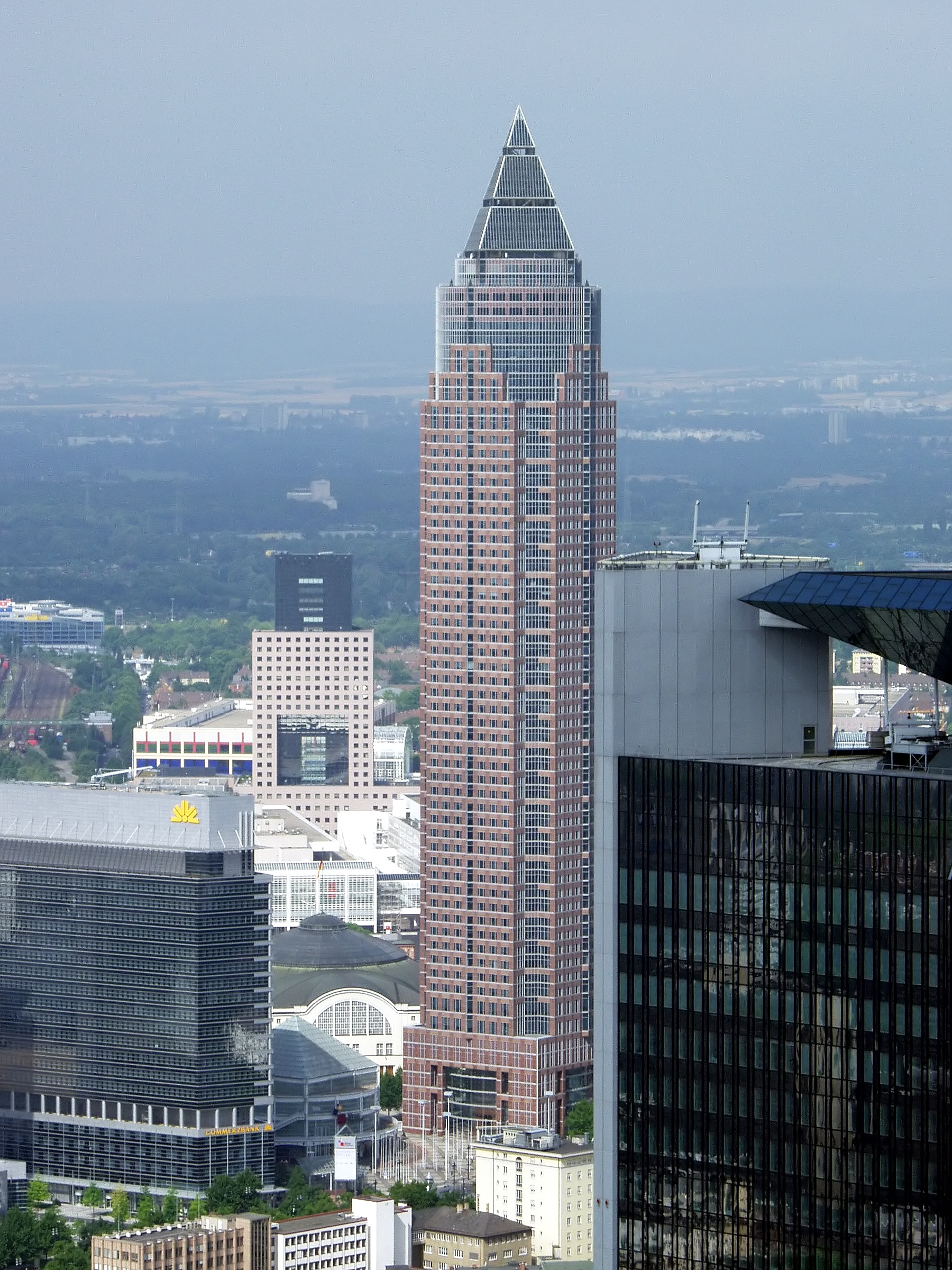
Frankfurter Messeturm

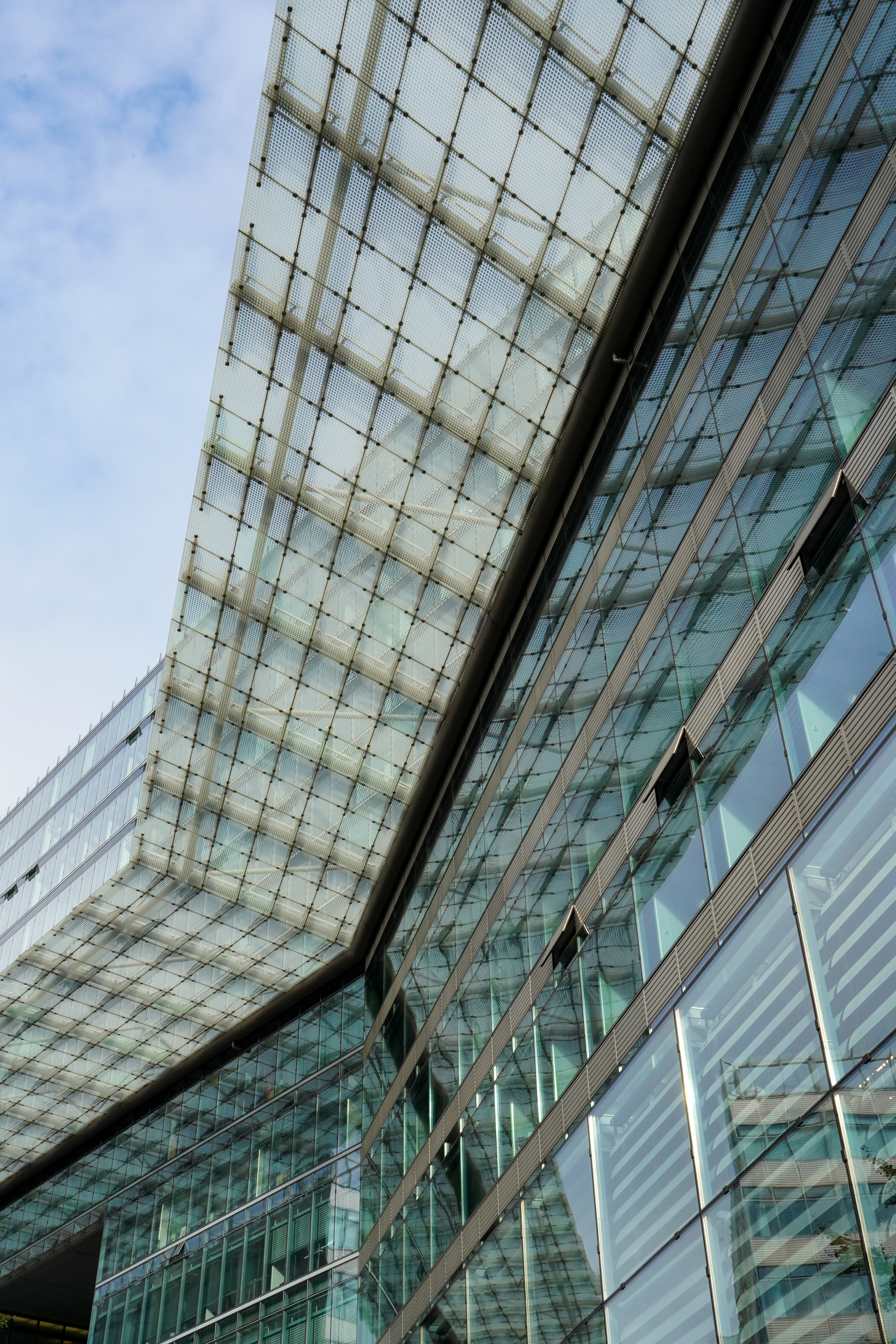
Glasfassade am Neuen Kranzler Eck, Berlin

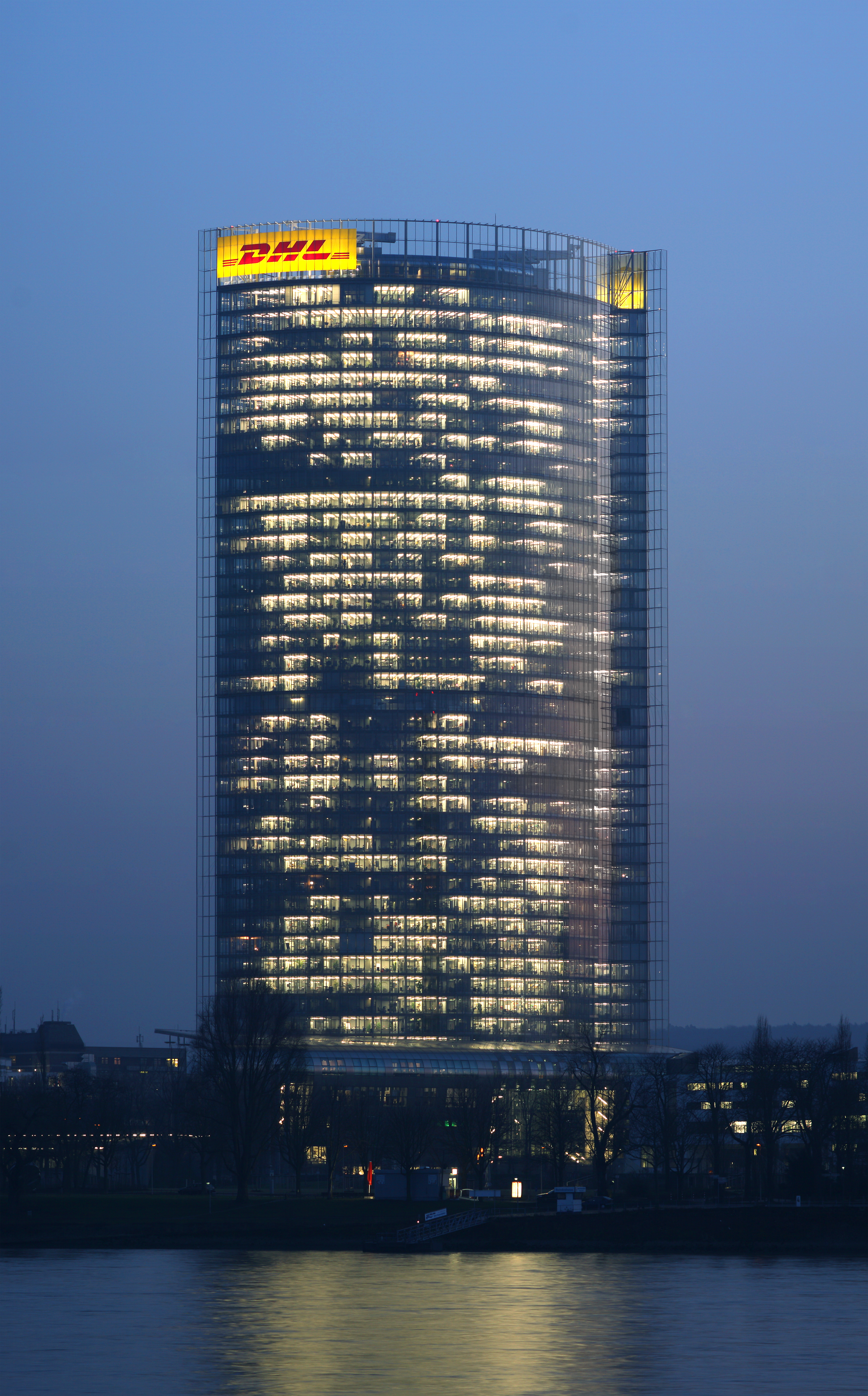
Post Tower in Bonn

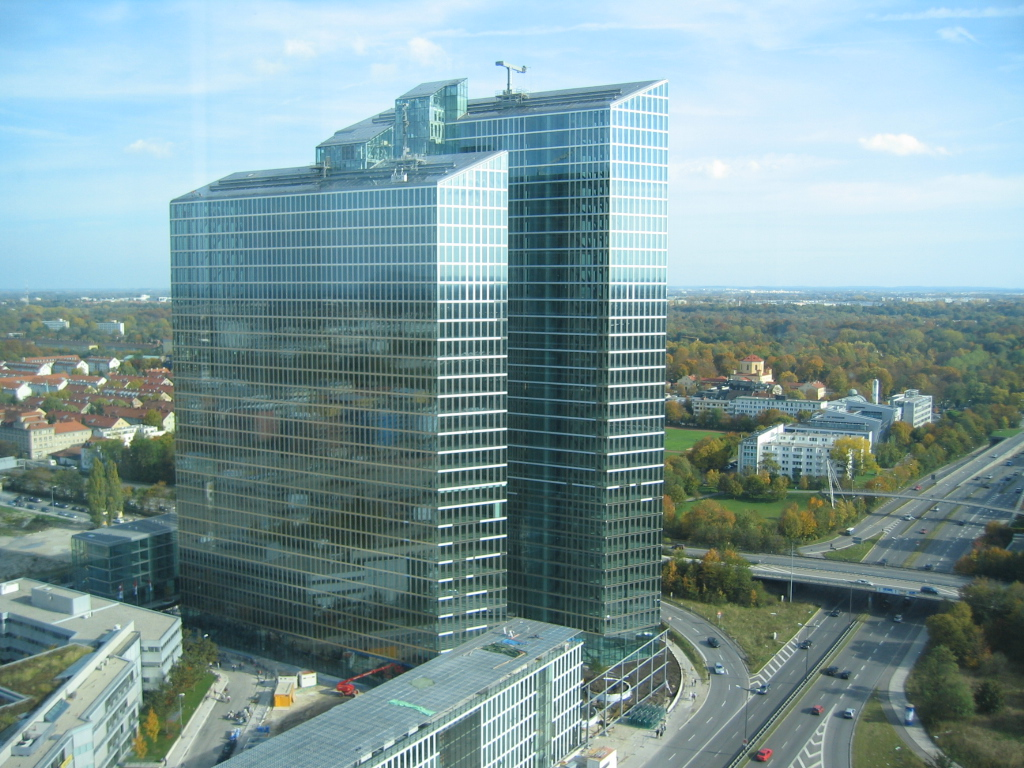
Highlight Towers in München

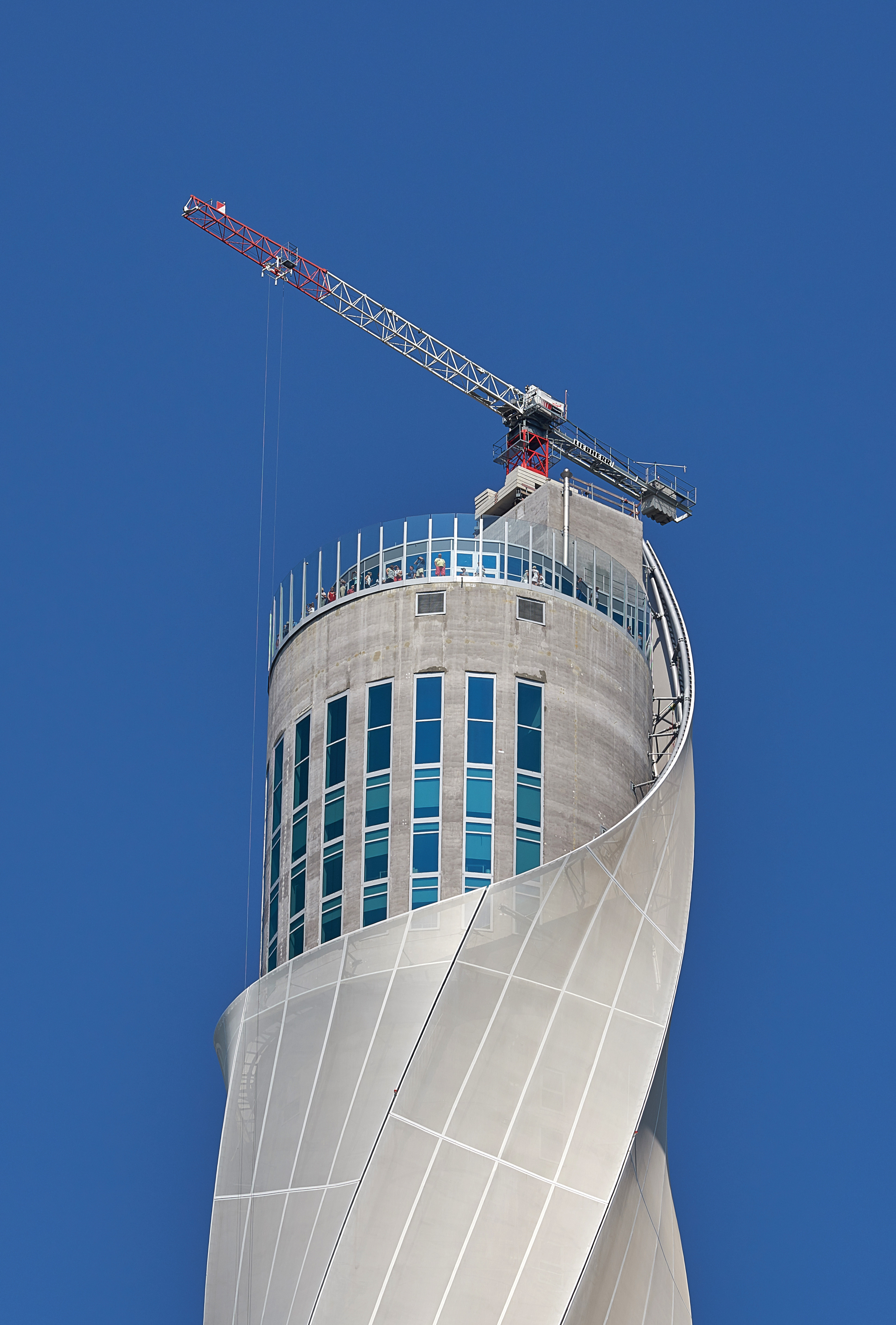
thyssenkrupp-Testturm in Rottweil

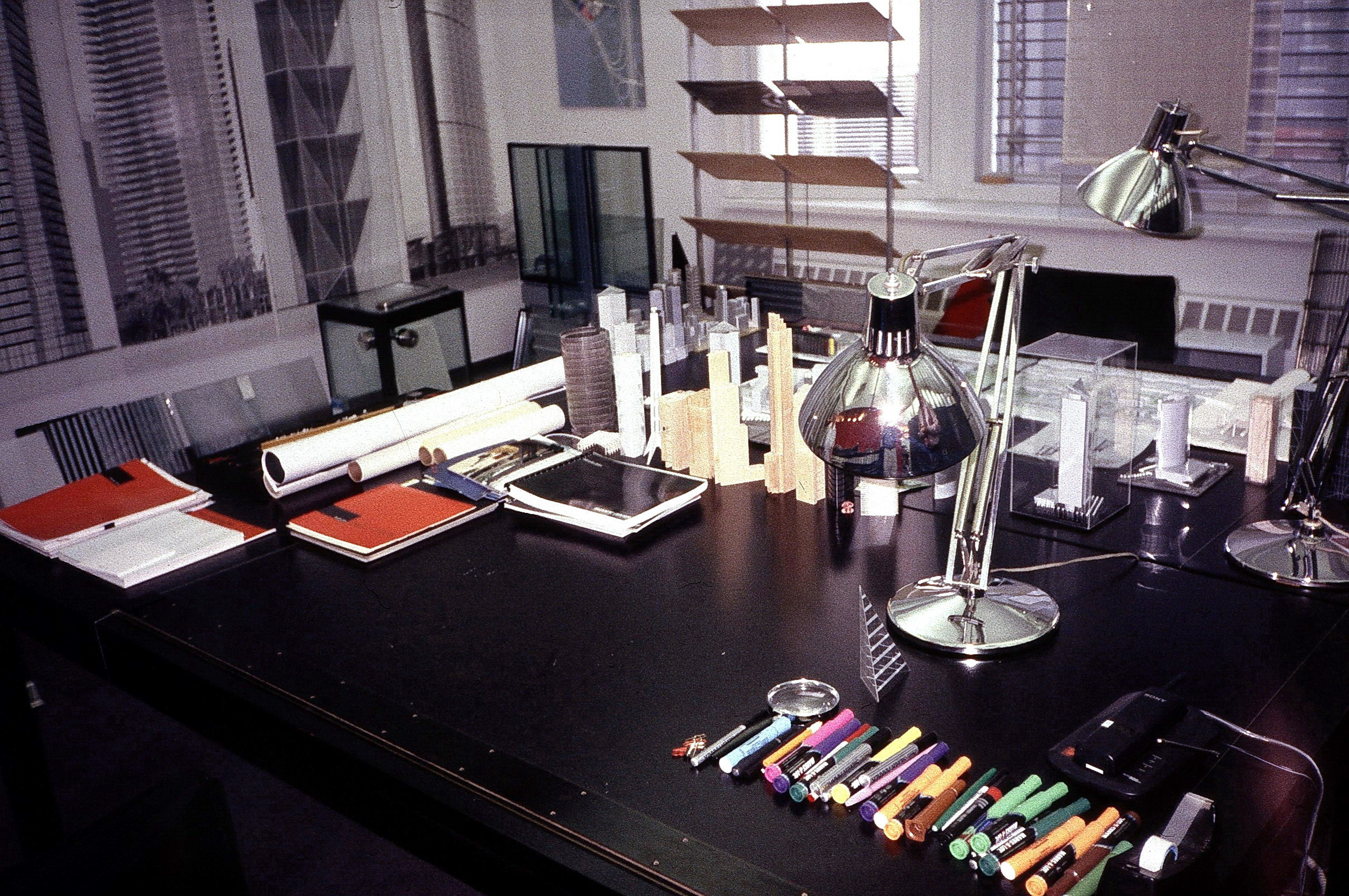
Schreibtisch von Helmut Jahn, Jewelers` Building, 35 East Wacker Drive, Chicago Illinois, USA

Helmut Jahn (* 4. Januar 1940 in Zirndorf bei Nürnberg; † 8. Mai 2021 in Campton Hills, Illinois) war ein deutsch-US-amerikanischer Architekt.

## Leben
Helmut Jahn, Sohn eines Sonderschullehrers in Nürnberg, wuchs im fränkischen Zirndorf auf. Er schloss 1965 sein Architekturstudium an der Technischen Universität München mit dem Diplom ab. 1966 ging er nach Chicago, um am Illinois Institute of Technology ein Postgraduiertenstudium der Architektur aufzunehmen. Jahn orientierte sich dort in seinem Frühwerk an Mies van der Rohes reduzierter Variante der modernen Architektur.
1967 trat er in Chicago in das Architekturbüro C. F. Murphy Associates von Charles Murphy (1890–1985) ein. 
1974 wurde seine Kemper Arena in Kansas City als erste stützlose Großhalle in Amerika eröffnet und 1980 das Xerox Center in Chicago als Art-déco-Wolkenkratzer.
Ende der 70er Jahre verwarf er den strengen Gestaltungskanon von Mies van der Rohe und etablierte als „Hightech-Architekt“ monumentale Baukörper im Stil der Postmoderne. 
Als Jahn 1983 die Leitung des Büros übernahm, wurde es in Murphy/Jahn umbenannt. Ab 2012 trug es allein seinen Namen. Es unterhielt Niederlassungen in Chicago, Berlin und Shanghai.
Im Dezember 1970 heiratete er Deborah Ann Lampe, eine US-amerikanische Innenarchitektin. Sein Sohn Evan, der die deutsche und die amerikanische Staatsbürgerschaft besitzt, wurde 1978 geboren.
Jahn hatte Wohnsitze in Chicago, New York und Berlin.
Am 8. Mai 2021 starb Jahn im Alter von 81 Jahren bei einem Fahrradunfall. Er hatte ein Stoppschild in Campton Hills nahe St. Charles, Illinois missachtet und war mit zwei Autos kollidiert.
Genau ein Jahr nach seinem Tod wurde das Büro, das zehn Jahre zuvor von Murphy/Jahn in JAHN umbenannt wurde, unter der Leitung seines Sohns Evan Jahn zu: Jahn/ (Jahn slash).

## Wirken
Aufsehen erregte das 1985 um ein siebzehngeschossiges Glas-Atrium herum entworfene Verwaltungsgebäude State of Illinois Center in Chicago dessen Volumen sich im Gegensatz zu den umstehenden Wolkenkratzern nicht in die Höhe streckt. 
Es enthielt einen überdachten öffentlichen Platz, eine "100 Meter hohe und 50 Meter weite Atrium-Rotunde mit ... gläsernen Aufzügen, Schaufensterbüros, Läden und kunterbuntem konstruktivem Metall-Efeu auf allen Geschossen ... Augenpulver vom Feinsten und entwickelte sich zu einem kommerziell-administrativen Hybriden".
Jahn konzipierte Hochhäuser für Philadelphia und New York, Singapur, Warschau, Tokio und Rotterdam. 
Der Frankfurter Messeturm (1985–1990) war das höchste Gebäude Europas. 2000 wurde das Sony Center mit Bahntower am Potsdamer Platz in Berlin eröffnet, 2005 der Flughafen Bangkok-Suvarnabhumi und 2010 die Veer Towers in Las Vegas. 
Ein Projekt zur Überbauung des Augustinerhofs in seiner Heimatstadt Nürnberg wurde durch einen Bürgerentscheid abgelehnt.
Zu Beginn des Jahrtausends kooperierte er mit dem Stuttgarter Architekten und Ingenieur Werner Sobek, zuletzt beim TK-Elevator-Testturm in Rottweil. Nach mehreren nicht umgesetzten Entwürfen in den Golfstaaten plante er ab etwa 2005 verstärkt in China.
Jahn baute im großen Maßstab, Hochhäuser, Flughafen-Terminals, Bahnhöfe und Messehallen. In Anspielung auf die vielen von ihm entworfenen Hochhäuser, bezeichnete ihn der Bayrische Rundfunk 2020 als „Turmvater Jahn“ – angelehnt an „Turnvater Jahn“.

## Kritik
Der amerikanische Architekturtheoretiker Charles Jencks nannte Jahn einen Ornamentalisten und Eklektizisten.
Jahn bezeichnete seine Formensprache selber als „romantisches High-Tech als authentischer Ausdruck der neuen Bautechnik“ und sagte: „Meine Gebäude sollen aufregend und überraschend sein und den Leuten gefallen.“
Der Architekturkritiker Michael Mönninger sagt über ihn:
"Jahn kombinierte High-Tech mit High-Touch, überzog seine ortlose Bling-Bling-Architektur mit dem erotisierenden Nass-Look reflektierender Glashäute und verlieh Turmhelmen den Diamantschliff von billig wirkenden Broschen. Freilich bestand ein Großteil seiner Bauten aus professioneller, industrietauglicher Dutzendware für Messe- und Kongresshallen, Flughäfen und Bahnhöfe, Verwaltungs- und Konzernzentralen, die in ihrer Auffälligkeit einander oft zum Verwechseln ähnlich sind. Gleichwohl sollte man nicht den popartistischen Publikumsappeal verkennen, der in vielen seiner Zirkus- und Festival-Bauten steckt."
Jahns "Globalarchitektur" stünde "für einen einst gelungenen Hedonismus hybrider Bautypen ... Sie bilden das Gegenstück zu den Regionalismen, Ortstypen und Traditionspuren, die in der postmodernen Partystimmung der 1980er Jahre aufkamen und die auf der leergefegten Bühne der spätmodernen Architektur eine Bedeutungsstiftung einleiteten, die mittlerweile toxisch zu werden droht."

## Ehrungen und Auszeichnungen
1983 wurde ihm die Ehrenmitgliedschaft des Bundes Deutscher Architekten (BDA) verliehen. Er wurde für sein Wirken mit dem Verdienstorden der Bundesrepublik Deutschland (Verdienstkreuzes 1. Klasse). Von der TU München wurde er mit der Ehrenprofessur „TUM Distinguished Affilated Professor“ ausgezeichnet; er war zudem Gründungsstifter der TUM Universitätsstiftung.

## Bauwerke (Auswahl)
(Planungs- und Bauzeit nach den Angaben von Murphy/Jahn)
- 1973–1974: Kemper Arena, Kansas City, Missouri
- 1977–1980: Xerox Center, Chicago
- 1979–1985: State of Illinois Center (James R. Thompson Center), Chicago
- 1984: Bundesautobahntankstelle Frankenhöhe Süd, BAB 6 (westlich der Anschlussstelle Aurach)[14]
- 1984–1987: One Liberty Place, Philadelphia
- 1984–1989: CitySpire Center, New York
- 1985–1988: United Airlines Terminal 1, Chicago
- 1985–1991: Messeturm, Frankfurt am Main
- 1991: Firmensitz Mannheimer Versicherung AG[15]
- 1988–1990: Bank of America Tower, Jacksonville, Florida
- 1988–1993: Chevron/Caltex House, Singapur
- 1988–1993: Hitachi Tower, Singapur
- 1989–1994: Hilton Munich Airport
- 1990–1999: Flughafen München, München Airport Center (MAC)
- 1992–1998: DIFA-Gebäude, Neues Kranzler Eck am Kurfürstendamm, Berlin
- 1993–2000: Sony Center mit Bahntower am Potsdamer Platz, Berlin
- 1994–1998: Umfassende Renovierung des Gebäudes Charlemagne für die Europäische Union, Brüssel
- 1995–2005: Flughafen Bangkok-Suvarnabhumi
- 1997–2002: Bayer-Konzernzentrale, Leverkusen
- 1997–2004: Flughafen Köln/Bonn, Terminal 2
- 1998–2000: Firmensitz von HaLo (jetzt von Shure), Niles, Illinois
- 1998–2001: „Das Gläserne Kaufhaus“ (für Galeria Kaufhof), Chemnitz
- 1998–2003: Post Tower, Konzernzentrale der Deutschen Post AG, Bonn
- 1999–2009: Hegau-Tower, Singen
- 2000–2003: Bahnhof Köln/Bonn Flughafen
- 2000–2004: Shanghai New International Expo Centre, Shanghai
- 2001–2003: State Street Village, Studentenwohnungen, Illinois Institute of Technology, Chicago
- 2001–2005: Highlight Towers, München
- 2001–2005: Deutsche Med, Rostock
- 2002–2004: ein sogenanntes Handtuchhaus am Adenauerplatz (Berlin)
- 2005–2009: Seminaris CampusHotel, Berlin
- 2005–2011: Joe and Rika Manueto Library, University of Chicago
- 2006–2010: Veer Towers, Las Vegas
- 2007–2010: Weser Tower, Bremen
- 2007–2010: Hochhaus „SIGN!“ im Düsseldorfer Medienhafen
- 2007–2012: Zentrale der Japan Post, Tokio
- 2007–2013: Cosmopolitan Twarda 2/4, Warschau
- 2008–2010: Skyline Tower, München
- 2013–2014: TK-Elevator-Testturm, Rottweil

## Ausstellungen
- Helmut Jahn – Process Progress, 30. November 2012 bis 24. Februar 2013 im Neuen Museum Nürnberg[16]

## Veröffentlichungen
- Helmut Jahn: Bauten 1975–2015. Mit Fotografien von Rainer Viertlböck. Hrsg.: Nicola Borgmann. Schirmer/Mosel, München 2015, ISBN 978-3-8296-0723-0 (232 S., in deutscher und englischer Sprache).

## Sport
Helmut Jahn war langjähriger Regattasegler in der Farr-40-Klasse. Mit seiner Mannschaft gewann er die Nordamerikanische Meisterschaft 2015 sowie die Weltmeisterschaft 2012.